# Bruce Sudano
Bruce Charles Sudano (Brooklyn, Nueva York, Nueva York; 26 de septiembre de 1948) es un cantante, compositor y productor principalmente conocido por sus trabajos con su esposa Donna Summer y por ser miembro del grupo Brooklyn Dreams, el cual cofundó en 1977.
Sudano fue originalmente miembro de la banda Alive N Kickin', los cuales alcanzaron el éxito en 1970 con el tema "Tighter, Tighter". Sudano dejó la banda para volver a su ciudad natal y fundar el grupo Brooklyn Dreams, que debe gran parte de su fama a su colaboración prolongada con Donna Summer. El miembro de la banda Joe Esposito cantó a dueto con Summer el exitoso tema "Heaven Knows".
Donna y el grupo compusieron juntos la canción "Bad girls". Incluida en el álbum doble del mismo nombre se encuentra la canción "Hot Stuff" que Neil Bogart (presidente de la compañía de Donna "Casablanca Records") quiso que grabase Cher, a lo que Summer se negó, insistiendo en grabarlo ella. Son dos de sus mayores éxitos.
Como solista, Sudano ha lanzado dos álbumes bajo el sello Purple Heart: Rainy Day Soul (2004) y Life and the Romantic (2009).
Como compositor y letrista, ha escrito canciones para su propia banda y su esposa, también para Dolly Parton, Tommy James and the Shondells, Jermaine Jackson y Michael Omartian.

## Familia
Sudano se casó con Donna Summer en 1980, y han tenido dos hijos: Brooklyn (n. 1981) y Amanda Grace (n. 11 de agosto de 1982). La hija mayor de Summer, Mimi, cuya voz se puede escuchar diciendo "good night" en la canción "Mimi's Song" del álbum Live and More, fue producto de su matrimonio con el austriaco Helmut Sommer. 
En 1994 Donna y Bruce se trasladaron de Los Ángeles a Nashville (Tennessee), en una etapa más tranquila en la carrera de Donna. Se mantuvieron unidos hasta el fallecimiento de ella en 2012.